# Ophiuridae
Ophiuridae è una famiglia di echinodermi appartenente all'ordine Ophiurida.

## Generi
- Amphiophiura Matsumoto, 1915
- Amphitarsus
- Anthophiura Sladen, 1855
- Astrophiura
- Homalophiura
- Ophiocten
- Ophiolepis Müller & Troschel, 1840
- Ophiomusium Lyman, 1869
- Ophionotus
- Ophiopenia Lütken, 1855
- Ophiophycis
- Ophioplax
- Ophiopleura
- Ophioplocus Lyman, 1861
- Ophiozona Lyman, 1865
- Ophiozonella
- Ophiura Lamarck, 1801
- Stegophiura Matsumoto, 1917